# Клинтън (окръг, Охайо)
Вижте пояснителната страница за други значения на Клинтън.
Окръг Клинтън (на английски: Clinton County) е окръг в щата Охайо, Съединени американски щати. Площта му е 1068 km², а населението - 40 543 души (2000). Административен център е град Уилмингтън.